# Tvetenia tamaflava
Tvetenia tamaflava är en tvåvingeart som beskrevs av Sasa 1981. Tvetenia tamaflava ingår i släktet Tvetenia och familjen fjädermyggor. Inga underarter finns listade i Catalogue of Life.